# Gastrodes grossipes
Gastrodes grossipes är en insektsart som först beskrevs av Degeer 1773.  Gastrodes grossipes ingår i släktet Gastrodes, och familjen fröskinnbaggar. Arten är reproducerande i Sverige.